# معرفی دوروتی دندریج
معرفی دوروتی دندریج (به انگلیسی: Introducing Dorothy Dandridge) تله فیلمی زندگی‌نامه‌ای محصول سال ۱۹۹۹ و به کارگردانی مارتا کولیج است. در این فیلم بازیگرانی همچون هلی بری، برنت اسپاینر، کلاوس ماریا برانداور، لرتا دیواین، اوبا باباتونده، سیندا ویلیامز، لاتانیا ریچاردسون، تامارا تیلور، ویلیام آترتون و دی بی سویینی ایفای نقش کرده‌اند.
این فیلم زندگی‌نامه دوروتی دندریج است.